# Glossosoma kiritchenkoi
Glossosoma kiritchenkoi is een schietmot uit de familie Glossosomatidae. De soort komt voor in het Palearctisch gebied.